# شهرستان دیواندره
شهرستان دیواندره یکی از شهرستان‌های استان کردستان در غرب ایران است که در شمال این استان قرار گرفته است. مرکز این شهرستان شهر دیواندره است. این شهرستان به علت وجود دشت‌های بسیار وسیع اوباتو و سارال از مراکز اصلی تولید گندم و دامداری استان کردستان است و این فعالیت‌ها در زندگی مردم این منطقه نقش اساسی دارد.
این شهرستان از نظر آب و هوایی یکی از مناطق سردسیر و برفگیر کشور محسوب می‌شود. مردم این شهرستان به زبان کردی اردلانی است.
جمعیت این شهرستان پیرو برآورد سال۱۴۰۰شمسی برابر با ۹۵٬۰۰۰ نفر بوده است
شهرستان دیواندره با مساحتی معادل ۳۶۳۷ کیلومتر است. این شهرستان بین ۳۵ درجه عرض شمالی و ۵۵ دقیقه و ۴۷ درجه طول شرقی از نصف النهار گرینویچ قرار گرفته است.
شهرستان دیواندره دارای سه بخش مرکزی، کرفتو و سارال و ۸ دهستان (حومه، قراتوره، چهل چشمه، اوباتو، کانی شیرین، زرینه، سارال وکوله) است.
در شهرستان دیواندره قومیت‌ها و طوائفی همچون گوران، گلباغی، تیلکوئی، جاف، منمی (مندمی) برازنده، خواجه وند، کلهر، زند و قاقالی وجود دارد. اما این عناوین در منطقه کم رنگ شده و صرفاً جنبه محلی داشته و هیچ گونه وجه تمایزی بین افراد نداشته و تمام اقشار همزیستی مسالمت آمیزی با هم دارند.
تغییرات دمای سالانه دما از ۲۷– تا ۳۵+ درجه می‌باشد. شهرستان دارای زمستان‌های سرد و طولانی و بهار و تابستان معتدل می‌باشد تعداد روزهای یخ بندان در سال برابر ۱۳۵ روز خواهد بود.

## تقسیمات کشوری
- بخش مرکزی شهرستان دیواندره
  - دهستان چهل چشمه
  - دهستان حومه
  - دهستان قراتوره

شهر: دیواندره
- بخش کرفتو
  - دهستان اوباتو
  - دهستان زرینه
  - دهستان کانی شیرین

شهر: زرینه
- بخش سارال
  - دهستان سارال
  - دهستان کوله

جمعیت:
جمعیت شهرستان بر پایه سرشماری سال یکهزار و چهارصد ۸۰٬۰۴۰ نفر و جمعیت شهر دیواندره ۳۴٬۰۰۷ نفر بوده است.